# Río Malargüe
Rivière de la province de Mendoza en Argentine dont le bassin s'étend dans la région du sud-ouest de la province.

## Géographie
La rivière naît en tant qu'émissaire de la lagune Malargüe située dans la cordillère des Andes à une altitude de 2,500 m. Elle traverse le département de Malargüe de la province de Mendoza et débouche 50 km plus loin dans la lagunilla Llancanelo, dont elle est le principal affluent.
Son bassin est donc inclus dans l'aire du bassin de cette lagune, qui s'étend sur 10,602 km2 et dont les coordonnées sont 35° 30′ S, 70° 00′ O.
En été son débit atteint en moyenne 29,00 m3/s à cause du dégel des sommets qui enserrent son bassin. Il décroit en hiver jusqu'à une moyenne de 6,31 m3/s.

## Aménagements
Près de la ville de Malargüe, l'eau est stockée grâce au barrage Blas Brisoli, essentiellement pour l'irrigation.